# 나우 보이저
《나우 보이저》(영어: Now, Voyager)는 1942년 개봉한 미국의 드라마 영화이다. 어빙 래퍼가 감독을 맡았으며, 올리브 히긴스 프라우티의 동명 소설이 영화의 원작이다. 2007년 미국 국립영화등기부에 등재되었다.